# Babett Arens
Babett Arens (* 7. Juli 1959 in München) ist eine österreichische Schauspielerin und Theaterregisseurin.

## Leben
Babett Arens ist die Tochter des Schauspielerehepaares Peter Arens und Margrit Ensinger. Sie wuchs in Zürich auf, da ihre Eltern von den Münchner Kammerspielen an das Schauspielhaus Zürich gewechselt hatten. Hier besuchte Arens von 1976 bis 1979 die Schauspiel-Akademie und debütierte im Jahr ihres Abschlusses an den Basler Theatern, denen sie bis 1983 angehörte. Daran anschließend lebte sie eine Zeit lang in Paris und schloss sich einer Theatergruppe an, mit der sie unter anderem beim Festival von Avignon auftrat. In die Schweiz zurückgekehrt, war sie von 1985 bis 1986 am Schauspielhaus Zürich engagiert, anschließend von 1986 bis 1988 am Deutschen Schauspielhaus in Hamburg. Nach einer weiteren Verpflichtung an das Schauspielhaus Zürich 1989 verlegte Arens Anfang der 1990er Jahre den Schwerpunkt ihrer Tätigkeit für etwa zehn Jahre nach Österreich und spielte dort am Wiener Volkstheater, am Burgtheater und am Schauspielhaus Wien. Von 2001 bis 2007 war Arens am Schauspiel Frankfurt engagiert, seither arbeitet sie wieder überwiegend in Österreich, unter anderem am Landestheater Niederösterreich, beim Theatersommer Haag und bei der Theaterformation aktionstheater ensemble.
Bekannte Rollen in Arens’ Bühnenlaufbahn waren bisher Elisabeth I. in Friedrich Schillers Drama Maria Stuart, die Titelrollen in Katharina Knie von Carl Zuckmayer und Federico García Lorcas Yerma sowie die Franziska in Gotthold Ephraim Lessings Lustspiel Minna von Barnhelm (nach eigenen Angaben ihre Lieblingsrolle). Sie war ferner Claire Zachanassian in Friedrich Dürrenmatts Besuch der alten Dame und Marthe Rull im Zerbrochnen Krug von Heinrich von Kleist. Häufig spielte sie auch in Stücken von Elfriede Jelinek.
Seit Beginn der 2010er Jahre inszeniert Babett Arens auch selber an österreichischen Bühnen, so am Landestheater Niederösterreich und in Wien am KosmosTheater, am Volkstheater und am Theater zum Fürchten. An Letzterem erhielt ihre Inszenierung von Maxim Gorkis Nachtasyl eine Nominierung für den Nestroy-Preis für die beste Off-Produktion. Arens war 2016 und 2017 als Lady Capulet in Romeo und Julia am Schauspielhaus Graz zu sehen.
Um das Jahr 1980 herum begann Arens für Film und Fernsehen zu arbeiten. Erste Rollen hatte sie in zwei Folgen der Serie Derrick, danach spielte sie häufig in Schweizer Produktionen, so unter der Regie von Markus Imboden in dem Film Katzendiebe oder in dessen moderner Version von Heidi nach dem Roman von Johanna Spyri. Weiter sah man sie in dem Historienfilm Sisi und drei Tatort-Episoden.
Babett Arens lebt in Wien. Sie ist mit dem Schauspieler, Sprecher und Regisseur Florentin Groll verheiratet.

## Filmographie
- 1980: Derrick – Der Tod sucht Abonnenten
- 1981: Der Erfinder
- 1983: Glut
- 1983: Der Fahnder – Verraten und verkauft
- 1984: Derrick – Angriff aus dem Dunkel
- 1984: Gespenstergeschichten: Ambrose Temple
- 1988: Die Dollarfalle
- 1988: Zimmer 36
- 1989: Noch ein Wunsch
- 1990: Die Zeugin
- 1993: Brandnacht
- 1994–1995: Die Direktorin (Fernsehserie)
- 1995: Vandalucia
- 1996: Katzendiebe
- 1996: Im Rausch der Liebe
- 1997: Laura
- 1998: Lieselotte
- 1999: Die Neue – Eine Frau mit Kaliber – Nur der Tod ist umsonst
- 2000: Charmants voisins
- 2001: Heidi
- 2001: Utopia Blues
- 2009: Giulias Verschwinden
- 2009: Sisi
- 2010: Der grosse Kater
- 2011: Restrisiko
- 2012: Tatort – Skalpell
- 2013: Couchmovie
- 2013: Die Schweizer
- 2014: Der Kreis
- 2014: Tatort – Freigang
- 2014: Victoria (Kurzfilm)
- 2017: SOKO Donau – Der Praktikant
- 2022: Baden gegen Württemberg – Männer, Macht und Frauenfunk
- 2025: Tatort: Rapunzel (Fernsehreihe)

## Hörspiele
- 1990: Der Magnetit – Autorin: Sheila Hodgson – Regie: Heinz Wilhelm Schwarz
- 2003: Klopfzeichen – Autorin: Gisela von Wysocki – Regie: Brigitte Landes

## Auszeichnungen
- 1990/91: Karl-Skraup-Preis
- 1992: Förderungspreis zur Kainz-Medaille für die Rolle der Elisabeth I.
- 2012: Nominierung zum Nestroy-Theaterpreis für Nachtasyl